# Csepi Lajos
Csepi Lajos (Szeged, 1950. június 13. –) magyar közgazdász.

## Életpályája

### Tanulmányai
1969–1974 között a Gödöllői Agrártudományi Egyetemen üzemszervezést tanult. 1975–1980 között az Eötvös Loránd Tudományegyetem Jogtudományi Karának hallgatója volt. 1987–1989 között a Marx Károly Közgazdaságtudományi Egyetemen tanult. 1995–1997 között Nemzetközi Bankárképzőben tanult.

### Pályafutása
1974–1976 között a FAO Magyar Nemzeti Bizottság titkárságának munkatársa volt. 1976–1978 között a Mezőgazdasági és Élelmezésügyi Minisztérium (MÉM) közgazdasági főosztályán a mezőgazdasági nagyüzemek támogatásával foglalkozott. 1978–1983 között a KISZ KB gazdaságpolitikai és érdekképviseleti osztályvezető-helyettese volt. 1983–1986 között a Miniszteri Tanács Nemzetközi Gazdasági Kapcsolatok Titkárságának munkatársa volt. 1986–1989 között az Országos Árhivatal mezőgazdasági és élelmiszer-főosztály vezető helyettese, majd főosztályvezetője, 1989–1990 között elnök-helyettese volt. 1990–1994 között az Állami Vagyonügynökség (ÁVÜ) vezérigazgatója volt. 1992–1994 között a Közép-kelet-európai Privatizációs Hálózat elnöke volt. 1993–1998 között a Magyar Úszó Szövetség társelnöke volt. 1994-ben az Állami Vagyonkezelő Rt. vezérigazgatója volt. 1994–1995 között az Allied Investment Rt. igazgatója volt. 1994–1998 között az OTP Lakástakarék-pénztár elnök-vezérigazgatója volt. 1995-től a Gazdálkodási Tudományos Társaság elnökségi tagja. 1995–1997 között az OTP főtanácsosa volt. 1997 óta a Magyar Olimpiai Bizottság tagja. 1998–1999 között ABN-Amro Bank befektetési bankja, az EuroAmerica ügyvezető igazgatója volt. 1999–2001 között a Fotex Rt., 2001–2002 között az Index.hu Rt., 2002–2005 között az InterCom Rt. vezérigazgatója volt. 2001 óta a Magyar Úszó Alszövetség társelnöke. 2003-tól a Magyar Közgazdasági Társ. pénzügyi szakosztályának elnökségi tagja. 2005–2007 között az Aranykor Nyugdíjpénztár ügyvezető igazgatója volt. 2005–2008 között az Állami Autópálya-kezelő Rt. elnöke volt. 2007–2008 között a Közlekedés-fejlesztési Koordinációs Központ (KKK) főigazgatója volt. 2008–2009 között a Közlekedési, Hírközlési és Energiaügyi Minisztérium közlekedési szakállományának titkára.

## Családja
Szülei: Csepi Lajos és Varnyu Erzsébet. Két lánya született: Katalin (1977) és Judit (1980).

## Díjai
- Páter Károly-emlékérem (1974)[4]